# Up The Downstair
Up The Downstair — другий студійний альбом англійського гурту прогресивного року Porcupine Tree, вперше виданий у травні 1993 року. Спочатку Up The Downstair був задуманий як подвійний альбом, але вийшов на одному носії (LP i CD), оскільки частина матеріалу, як-от пісня Voyage 34, увійшла до однойменного синглу, а деякі інші композиції — до мініальбому 1994 року Staircase Infinities.

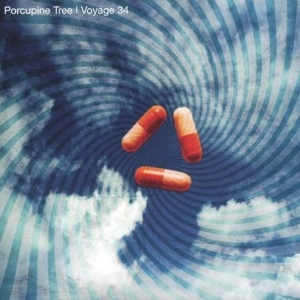
Обкладинка перевидання збірника Voyage 34: The Complete Trip (2004)

Альбом отримав високі оцінки: Melody Maker описував його як «психоделічний шедевр, … один з альбомів року». Альбом містив сплав електронної музики і року, а також звістив про появу як запрошених музикантів двох майбутніх членів Porcupine Tree: Річарда Барбієрі з арт-рок-групи 70-80-х років Japan та Коліна Едвіна. У листопаді 1993 року Voyage 34 було перевидано разом з додатковим 12-дюймовим реміксом британського гурту Astralasia. Альбом зумів увійти в інді-чарт NME на шість тижнів і стати класикою андеграундного чилауту, навіть без «прокрутки» на радіо.
У 2005 році альбом пройшов частковий перезапис, повне ремікшування та ремастеринг і був перевиданий разом з мініальбомом Staircase Infinities як подвійний альбом. Перевидання містило новий мікс Стівена Вілсона із записаними «наживо» ударними Гевіна Харрісона, які замінили електронні ударні в оригінальній версії альбому. У 2008 році альбом перевидано як подвійний LP з додатковим треком Phantoms.

## Трек-лист
Автор усіх композицій — Стівен Вілсон, крім Always Never, Small Fish, Fadeaway та The Joke's On You (слова — Alan Duffy)
| #   | Назва                         | Тривалість |
| --- | ----------------------------- | ---------- |
| 1.  | «What You Are Listening To»   | 0:58       |
| 2.  | «Synesthesia»                 | 5:11       |
| 3.  | «Monuments Burn Into Moments» | 0:20       |
| 4.  | «Always Never»                | 6:58       |
| 5.  | «Up The Downstair»            | 10:03      |
| 6.  | «Not Beautiful Anymore»       | 3:26       |
| 7.  | «Siren»                       | 0:52       |
| 8.  | «Small Fish»                  | 2:43       |
| 9.  | «Burning Sky»                 | 11:06      |
| 10. | «Fadeaway»                    | 6:19       |

### Ремастероване та реміксоване видання 2005 року
| CD1 – Up The Downstair (2004 version) | CD1 – Up The Downstair (2004 version) | CD1 – Up The Downstair (2004 version) |
| #                                     | Назва                                 | Тривалість                            |
| ------------------------------------- | ------------------------------------- | ------------------------------------- |
| 1.                                    | «What You Are Listening To»           | 0:57                                  |
| 2.                                    | «Synesthesia»                         | 5:16                                  |
| 3.                                    | «Monuments Burn Into Moments»         | 0:22                                  |
| 4.                                    | «Always Never»                        | 7:00                                  |
| 5.                                    | «Up The Downstair»                    | 10:14                                 |
| 6.                                    | «Not Beautiful Anymore»               | 3:25                                  |
| 7.                                    | «Siren»                               | 0:57                                  |
| 8.                                    | «Small Fish»                          | 2:42                                  |
| 9.                                    | «Burning Sky»                         | 11:36                                 |
| 10.                                   | «Fadeaway»                            | 6:19                                  |

| CD 2 – Staircase Infinities | CD 2 – Staircase Infinities  | CD 2 – Staircase Infinities |
| #                           | Назва                        | Тривалість                  |
| --------------------------- | ---------------------------- | --------------------------- |
| 1.                          | «Cloud Zero»                 | 4:40                        |
| 2.                          | «The Joke's on You»          | 4:17                        |
| 3.                          | «Navigator»                  | 4:49                        |
| 4.                          | «Rainy Taxi»                 | 6:50                        |
| 5.                          | «Yellow Hedgerow Dreamscape» | 9:36                        |

## Учасники запису

### Porcupine Tree
- Стівен Вілсон — вокали, гітари, бас-гітара, клавішні, програмування ударних

### Інші музиканти
- Колін Едвін (Colin Edwin) — бас-гітара на Always Never
- Річард Барбієрі (Richard Barbieri) — електронні інструменти на Up The Downstair
- Suzanne J. Barbieri — вокали на Up the Downstair
- Гевін Харрісон (Gavin Harrison) — ударні (тільки на 1-му диску видання 2004 року)